# Цзя Дань
Цзя Дань (賈耽, 730 — 805) — китайський картограф та державний службовець часів династії Тан.

## Життєпис
Народився у 730 році в Наньпі округу Цанчжоу (сучасна провінція Хебей). У період Тяньбао (742—755) отримав вчений ступінь мінцзин («знавець канонів»). Служив головою відомства громадських робіт (гунбу), начальником цензората (юйши-дафу), губернатором (цзе-души) одного з 15 округів — Шаньнаньдундао (сучасні провінції Сичуань, Хенань, Шеньсі, Хубей), з 793 до смерті 13 років був першим міністром (тунпін-чжанши).

## Наукова й літературна діяльність
Займаючись стосунками з іноземними державами і захоплюючись географією, склав «Го яо ту» («Зображення головного в державі»), а за імператорським наказом від 784 року — карту всієї країни і суміжних земель. Завершена була у 801 році та отримала назву «Хайней хуа і ту» («Зображення китайських і варварських [земель] в межах [чотирьох] морів»). Вона була 9 м завдовжки і 10 м заввишки, з сіткою в масштабі 1 цунь (3,11 см) до 100 лі (559,8 м), охопивши територію у 30000 лі зі сходу на захід і 33000 лі з півночі на південь, тобто майже всю Азію. Окрім Китаю представляла безліч «варварських» держав, відомості про яких Цзя Данина отримував від їх посланців.
Написані ним «Гуцзинь цзюньго даосянь си і шу» («Опис древніх і сучасних областей, держав, округів, повітів і [земель] варварів чотирьох [сторін світу]», 40 цзюанів), «Хуанхуа сидацзі» («Записки про Китайську імперію і [землі] чотирьох напрямків», 10 цзюанів) та інші твори втрачені.
У географічній главі «Ді Чи чжи» («Трактат про принципи землі») «Синь Тан шу» («Нова книга про епоху Тан») зберігся його нарис шляхів сполучення Китаю із закордоном. До антології «Юйханьшань фан цзи і шу» («Відновлені книги з оселі в горах Юйшань») Ма Гохань (1794–1857) включив «Ши дао цзи» («Записки про десять шляхів», 1 цзюань) і «Туфань Хуанхе лу» («Записи про Тибет й Жовту річку») Цзя Даня. Чотири його нариси увійшли до «Цюань Тан вень» («Вся проза [епохи] Тан») і один вірш в «Цюань Тан ши» («Вся поезія [епохи] Тан»).